# Ла-Вильнёв
Ла-Вильнёв (фр. La Villeneuve, окс. La Vila Nueva) — коммуна во Франции, находится в регионе Лимузен. Департамент коммуны — Крёз. Входит в состав кантона Крок. Округ коммуны — Обюссон.
Код INSEE коммуны — 23265.

## Население
Население коммуны на 2010 год составляло 83 человека.
| 1962 | 1968 | 1975 | 1982 | 1990 | 1999 | 2010 |
| ---- | ---- | ---- | ---- | ---- | ---- | ---- |
| 144  | 125  | 123  | 117  | 94   | 90   | 83   |

## Экономика
В 2010 году среди 45 человек трудоспособного возраста (15—64 лет) 28 были экономически активными, 17 — неактивными (показатель активности — 62,2 %, в 1999 году было 64,7 %). Из 28 активных жителей работали 24 человека (16 мужчин и 8 женщин), безработных было 4 (1 мужчина и 3 женщины). Среди 17 неактивных 4 человека были учениками или студентами, 5 — пенсионерами, 8 были неактивными по другим причинам.